# Горяїнов Олександр Сергійович
Олекса́ндр Сергі́йович Горя́інов (нар. 29 червня 1975, Харків) — український футболіст, що виступав на позиції воротаря. Після завершення кар'єри гравця — футбольний тренер.
Володар рекордної «сухої» серії чемпіонатів України — 943 хвилини без пропущеного м'яча (у сезоні 1998/99).
25 травня 2010 року у 34-річному віці дебютував у складі національної збірної України, повністю відігравши товариську зустріч проти збірної Литви.

## Життєпис
Перший тренер — Валерій Богданов.
Виступав у командах «Олімпік» (Харків) (1992—1993), «Авангард» (Мерефа) (1993) ЦСКА-Борисфен і ЦСКА (Київ) (1995—1997), «Кривбасс» (Кривий Ріг) (2003—2005). За «Металіст» грав з 1993 р. з двома перервами, провів 355 офіційних матчів (станом на 29 вересня 2008 року):
- 231 — вища ліга;
- 96 — перша ліга;
- 25 — Кубок України;
- 3 — Кубок УЄФА[3].

Відстояв понад 100 «сухих» матчів у чемпіонатах України. За підсумками чемпіонату України 2006/07 відзначився рекордом клубу — 18 матчів «на нуль» за сезон.
З нагоди 100-річчя харківського футболу нагороджений медаллю «За працю та звитягу». Лауреат регіонального рейтингу «Харків'янин року — 2007».
Захоплення: читання книг, риболовля. Одружений, має двох дітей (дружина Неллі, донька Софія 2001 р.н., син — Олексій 2003 р.н.).
23 травня 2018 року на стадіоні ОСК «Металіст» зіграв прощальний матч.
11 вересня 2018 року призначений на посаду виконувача обов'язків головного тренера «Металіста 1925». 10 грудня 2018 року на Загальних зборах учасників керівництва клубу затверджений на посаді головного тренера вже без приставки «в. о.». Звільнений з цієї посади 4 червня 2019 року через провал у весняній частині чемпіонату та невиконання завдання на сезон — виходу до прем'єр-ліги.

## Титули та досягнення
- Бронзовий призер чемпіонату України (6): 2007—2012 рр.
- Бронзовий призер чемпіонату України в Першій лізі: 1997/1998 рр.
- Третій голкіпер року України (2): 2008, 2009 рр.
- Член Клубу Євгена Рудакова: 161 матч на «0»[9].

## Клубна кар'єра
Станом на 23 жовтня 2011 року
| Клуб               | Сезон              | Чемпіонат | Чемпіонат | Кубок | Кубок | Єврокубки | Єврокубки | Всього | Всього |
| Клуб               | Сезон              | Матчі     | Голи      | Матчі | Голи  | Матчі     | Голи      | Матчі  | Голи   |
| ------------------ | ------------------ | --------- | --------- | ----- | ----- | --------- | --------- | ------ | ------ |
| Олімпік            | 1992-93            | 15        | -25       | 0     | 0     | 0         | 0         | 15     | -25    |
| Авангард (амат.)   | 1993-94            | 1         | -2        | 0     | 0     | 0         | 0         | 1      | -2     |
| Металіст           | 1993-94            | 11        | -18       | 0     | 0     | 0         | 0         | 11     | -18    |
| Металіст           | 1994-95            | 37        | -36       | 1     | -4    | 0         | 0         | 38     | -40    |
| Металіст           | 1995-96            | 18        | -18       | 1     | -3    | 0         | 0         | 19     | -21    |
| ЦСКА-Борисфен      | 1995-96            | 3         | -2        | 0     | 0     | 0         | 0         | 3      | -2     |
| ЦСКА (Київ)        | 1996-97            | 8         | -9        | 3     | -3    | 0         | 0         | 11     | -12    |
| ЦСКА-2             | 1996-97            | 3         | -1        | 0     | 0     | 0         | 0         | 3      | -1     |
| Металіст           | 1997-98            | 41        | -27       | 3     | -6    | 0         | 0         | 44     | -33    |
| Металіст           | 1998-99            | 26        | -23       | 4     | -7    | 0         | 0         | 30     | -28    |
| Металіст           | 1999-00            | 30        | -38       | 1     | -2    | 0         | 0         | 31     | -40    |
| Металіст           | 2000-01            | 25        | -35       | 2     | -3    | 0         | 0         | 27     | -38    |
| Металіст           | 2001-02            | 26        | -36       | 6     | -7    | 0         | 0         | 32     | -43    |
| Металіст           | 2002-03            | 28        | -37       | 1     | 0     | 0         | 0         | 29     | -37    |
| Металіст-2         | 1998-99            | 3         | -2        | 0     | 0     | 0         | 0         | 3      | -2     |
| Металіст-2         | 1999-00            | 1         | 0         | 0     | 0     | 0         | 0         | 1      | 0      |
| Металіст-2         | 2000-01            | 2         | 0         | 0     | 0     | 0         | 0         | 2      | 0      |
| Металіст-2         | 2001-02            | 2         | -1        | 0     | 0     | 0         | 0         | 2      | -1     |
| Кривбас            | 2003-04            | 24        | -31       | 2     | -7    | 0         | 0         | 26     | -38    |
| Кривбас            | 2004-05            | 25        | -26       | 6     | -6    | 0         | 0         | 31     | -32    |
| Кривбас            | 2005-06            | 0         | 0         | 1     | 0     | 0         | 0         | 1      | 0      |
| Металіст           | 2005-06            | 23        | -29       | 1     | -1    | 0         | 0         | 24     | -30    |
| Металіст           | 2006-07            | 29        | -20       | 5     | -6    | 0         | 0         | 34     | -26    |
| Металіст           | 2007-08            | 24        | -17       | 0     | 0     | 2         | -4        | 26     | -21    |
| Металіст           | 2008-09            | 23        | -19       | 1     | -1    | 10        | -6        | 34     | -26    |
| Металіст           | 2009-10            | 26        | -16       | 1     | -1    | 4         | -3        | 31     | -19    |
| Металіст           | 2010-11            | 5         | -2        | 0     | 0     | 0         | 0         | 5      | -2     |
| Металіст           | 2011-12            | 6         | -4        | 0     | 0     | 0         | 0         | 6      | -4     |
| Всього за Металіст | Всього за Металіст | 378       | -375      | 27    | -41   | 16        | -12       | 421    | -428   |
| Всього за кар'єру  | Всього за кар'єру  | 456       | -470      | 39    | -57   | 16        | -12       | 511    | -538   |

## Державні нагороди
- Орден «За заслуги» III ст. (27 червня 2018) — За значний особистий внесок у державне будівництво, соціально-економічний, науково-технічний, культурно-освітній розвиток України, вагомі трудові здобутки та високий професіоналізм[10]